# Wylich und Lottum

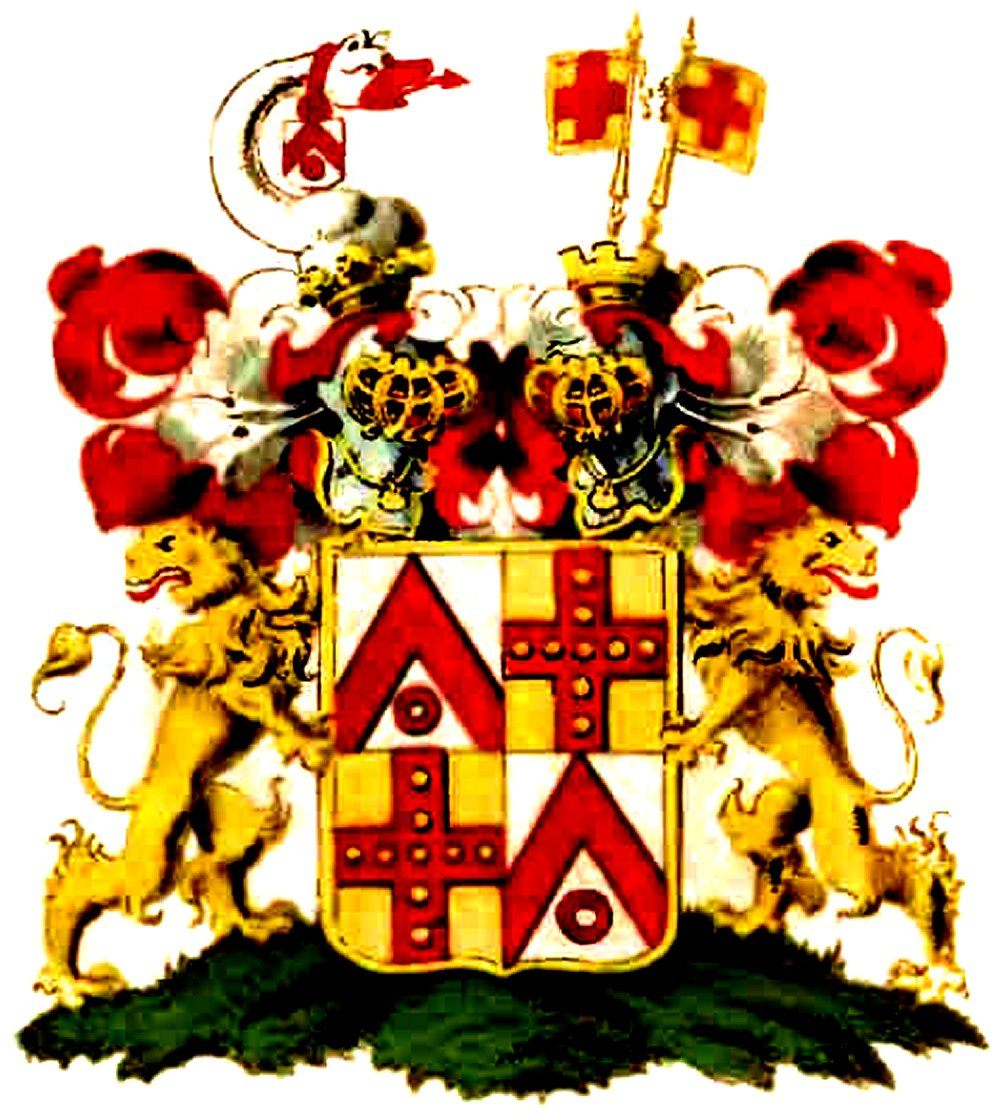
Wappen derer von Wylich und Lottum

Wylich und Lottum ist der Name eines alten Adelsgeschlechts aus der Grafschaft Kleve.

## Geschichte

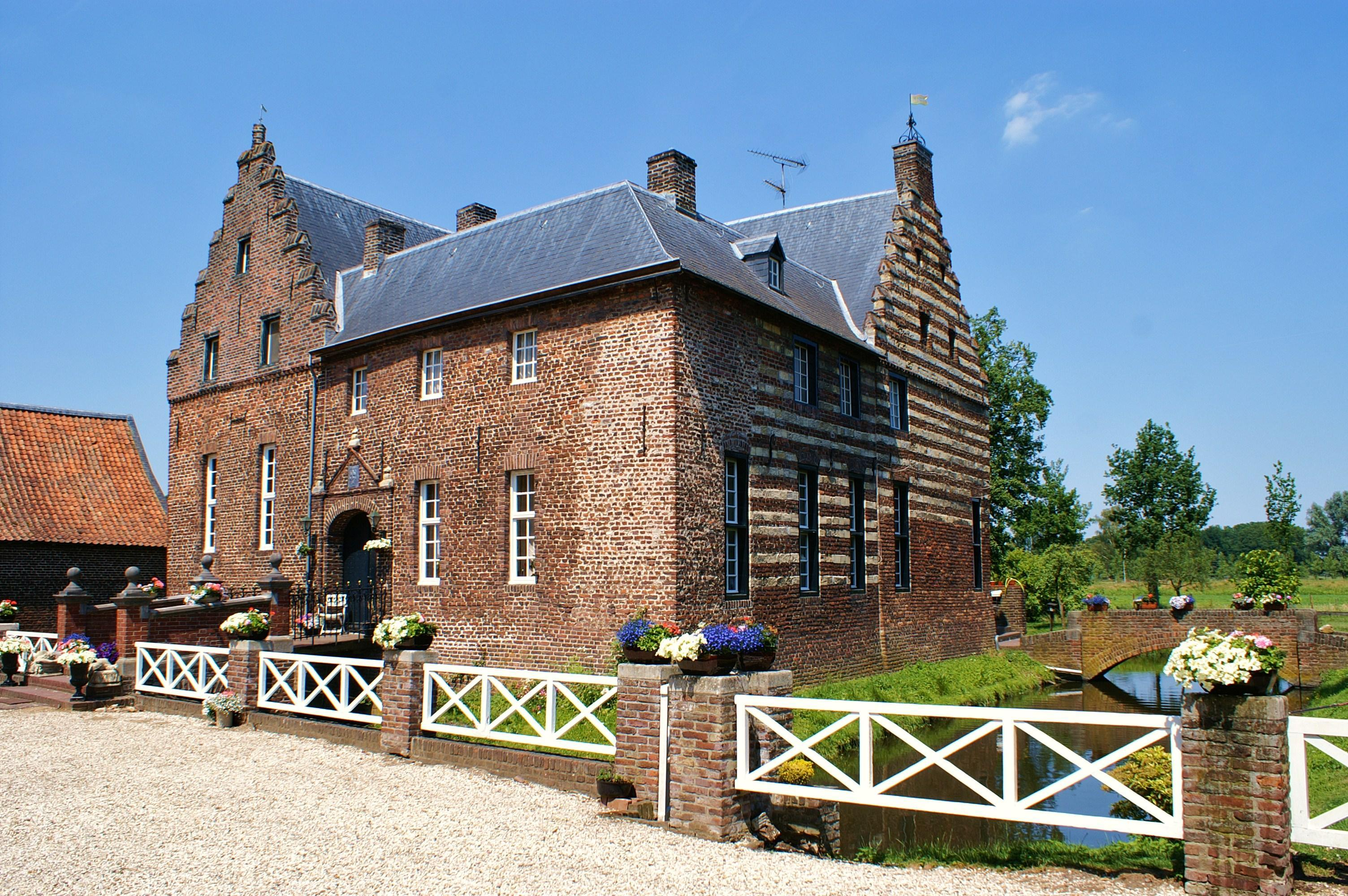
Burggrafenschloss in Lottum

Die von Wylich und Lottum sind eine Linie des Geschlechtes derer von Wylich. Dieses Geschlecht leitet seine Abkunft von den 1158 urkundlich erscheinenden von Steenhuis ab, das 1317 durch Ehe das fortan namensgebende Gut Wylack (bei Wassenberg an der Rur) erwarb. Später änderte sich der Name durch Diphthongierung in Wylich.
Eine Linie derer von Wylich, die ihren Sitz auf Schloss Hueth hatte, erwarb im 16. Jahrhundert erwarb die Herrschaft Lottum (heute ein Ortsteil der Gemeinde Horst aan de Maas in den Niederlanden). Johann Christoph von Wylich heiratete eine Lottumsche Erbtochter und wurde 1608 von Herzog Albrecht von Österreich, dem früheren Kardinal und Erzbischof von Toledo und seit 1598 Souverän der spanischen Niederlande, zum Freiherrn von Lottum erhoben. Ab 1614 gehörte das Herzogtum Kleve zu Brandenburg-Preußen.

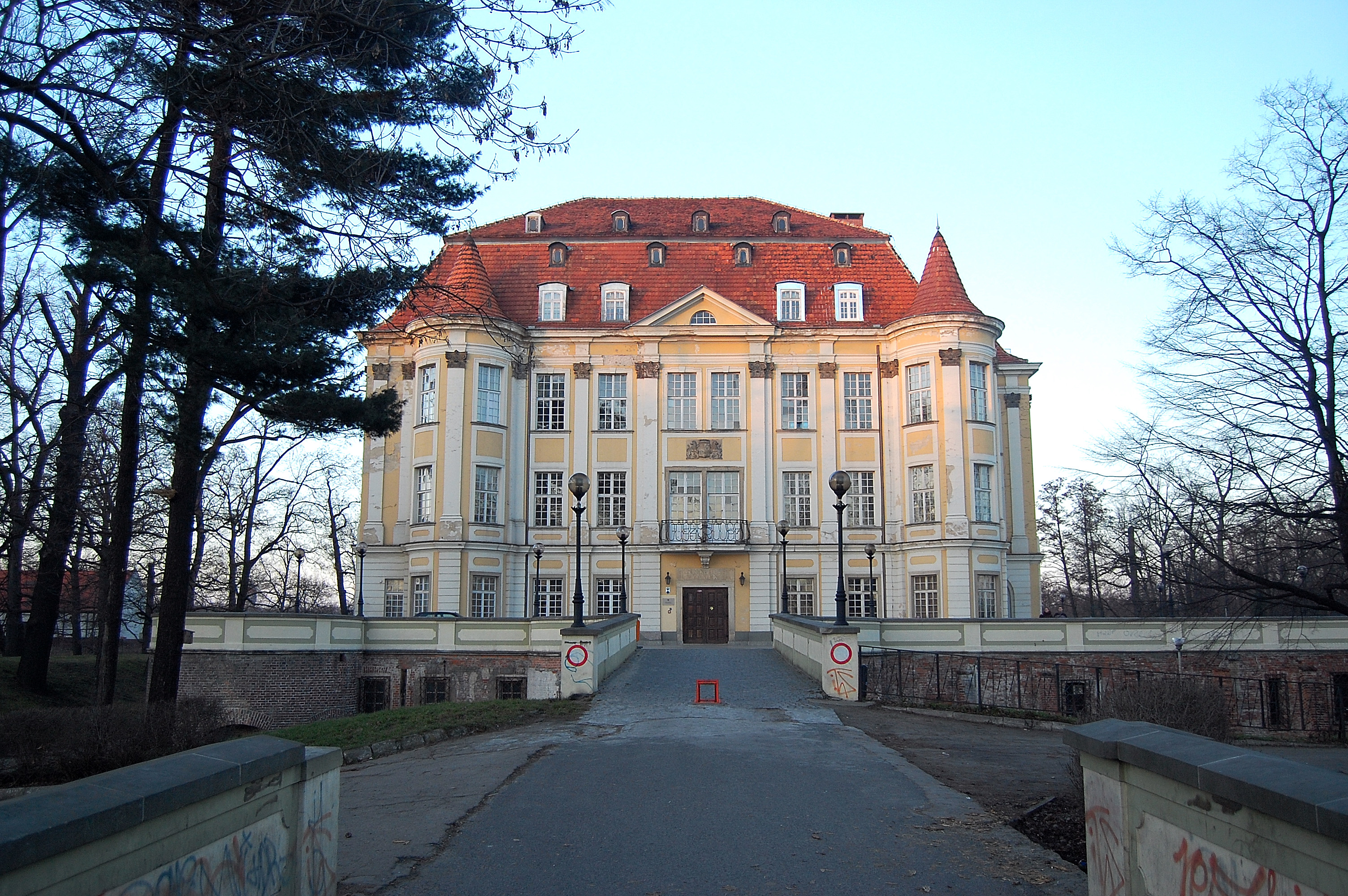
Schloss Lissa bei Breslau

Johann Christophs Enkel Philipp Karl von Wylich und Lottum starb 1719 als preußischer Generalfeldmarschall. Er wurde 1701 von Kaiser Leopold I. in den Reichsgrafenstand erhoben und erhielt mit zwei weiteren Mitgliedern der Familie die höchste preußische Auszeichnung, den hohen Orden vom Schwarzen Adler. 1736 wurde das klevesche Gut Hueth verkauft. Sein Urenkel Carl Friedrich Heinrich von Wylich und Lottum (1767–1841) war preußischer General der Infanterie, Wirklicher Geheimer Staatsrat und Finanzminister. Er erwarb 1836 das Gut und Schloss Lissa in Schlesien. Dessen Sohn Friedrich (1796–1841) trat jung in preußische Kriegsdienste, nahm 1822 seinen Abschied als Major und wurde später außerordentlicher Gesandter und bevollmächtigter Minister des Königs von Preußen in Holland. Lissa war Majorat und wurde zum Familienfideikommiss bestimmt.
Graf Friedrich von Wylich und Lottum († 1847) heiratete 1828 Klothilde, Tochter des letzten Fürsten von Putbus Wilhelm Malte I. Aus dieser Ehe entstammten Moritz Graf von Wylich und Lottum, Herr des 1837 gestifteten gräflichen Majorats Schloss Lissa in Schlesien und Wilhelm von Wylich und Lottum, der seiner Großmutter als Fürst von Putbus folgte. Die Familie pflegte einen engen Kontakt zum Pädagogium Putbus. 

Wappen derer von Wylich und Lottum

## Wappen
Der quadrierte Wappenschild zeigt in den Feldern 1 und 4 in Silber einen roten, bis an den Rand reichenden Sparren, unter demselben ein schwebender roter Ring (Wylich); in den Feldern 2 und 3 ein gemeines rotes Kreuz, welches mit neun goldenen Pfennigen belegt ist (Lottum). Auf dem gekrönten rechten Helm ein wachsender silberner Drachenkopf mit ausgestreckter Stachelzunge und sehr langem, einwärts gebogenem Hals, um welchen gleich hinter dem Kopf ein rotes Band mit Ring liegt, von dem der verkleinerte wylichsche Wappenschild herabhängt. Der linke Helm ist mit einer roten, dreimal gezinnten Mauerkrone besetzt, Hinter der Mauer stehen an silbernen Turnierstangen zwei schräg voneinander gekehrte goldene, mit dem lottumschen Wappen belegte und mit goldenen Fransen besetzte Fahnen mit einer inwendig herunterhängenden, mit einer Quaste endenden goldenen Schnur. Die Helmdecken sind rechts silbern-rot, links golden-rot und den Schild halten zwei goldene, mit dem Kopf vorwärts gekehrte mit doppelten Schweifen versehene Löwen.

## Bekannte Familienmitglieder
- Alexander von Wylich (1753–1831), preußischer Geheimer Regierungsrat
- Carl Friedrich Heinrich von Wylich und Lottum (1767–1841), preußischer General der Infanterie und Minister
- Friedrich von Wylich (1706–1770), preußischer Generalleutnant
- Friedrich Albrecht Carl Hermann von Wylich und Lottum (1720–1797), preußischer General der Kavallerie
- Friedrich Wilhelm von Wylich und Lottum (1716–1774) preußischer Generalmajor
- Friedrich von Wylich und Lottum (1796–1847), preußischer Gesandter in der Schweiz und in Holland[6], Ehemann der Clotilde zu Putbus[7]
- Heinrich Christoph Karl Hermann von Wylich und Lottum (1773–1830), preußischer Generalleutnant, Militärgouverneur von Brabant und Flandern, Kommandant von Torgau
- Hermann Friedrich von Wylich und Lottum (1796–1847) preußischer Gesandter und bevollmächtigter Minister
- Johann von Wylich, Domherr in Münster (* um 1600–?)
- Johann Christoph von Wylich und Lottum (1681–1727), preußischer Generalmajor
- Ludwig von Wylich und Lottum (1683–1729), preußischer Generalmajor und Landdrost von Kleve
- Philipp Karl von Wylich und Lottum (1650–1719), preußischer Generalfeldmarschall, Inhaber des Regiment Lotturm zu Fuß, später als Infanterieregiment No. 15 bekannt.
- Wilhelm Carl Gustav Malte von Wylich und Lottum (1833–1907), preußischer General der Kavallerie und Fürst zu Putbus

### Sekundärliteratur
- Otto Hupp: Münchener Kalender 1905. Buch u. Kunstdruckerei AG, München/Regensburg 1905.
- Victor Loebe: Putbus. Geschichte des Schlosses und der Entstehung und Entwicklung des Badeortes, Selbstverlag, Druck Richard Decker, Putbus 1910. Reprint Christoph Gebler, Rügen-Druck, Putbus 2021, S. 57 ff. ISBN 978-3-9813568-7-8.